# 法尔纳瓦兹一世
法爾納瓦茲一世是格魯吉亞歷史上第一位君主，於前302年至前237年上任，他亦是創造喬治亞字母的始祖，是法爾納瓦齊烏尼王朝的皇室成員。

## 生平
法爾納瓦茲一世為高加索伊比利亞王國首任君主，據文獻所載，他於前3世紀發明文字。他於前237年逝世，享年92歲。